# صيقلغر
صيقلغر (بالفارسية صیقلگر) مجتمع مسلم يوجد  في ولاية ماهاراشترا في الهند.

## الأصل
```
صیقلگر هي كلمة فارسية، وتعني الصاقل. كانوا تقليديًا يشاركون  في تلميع وصقل 
المعادن
. لا يُعرف الكثير عن أصل هذا المجتمع، بخلاف أنها إحدى  المجموعات ذات المهن الحرفية المسلمة الموجودة في ولاية ماهاراشترا. قد يكون صيقلغر متحولين من المجتمع الهندوسي سيكليغار. وهم  يتحدثون لهجة الدخاني 
للأوردية
 فيما بينهم، 
والماراثية
 مع الغرباء.  يوجد صيقلغر بشكل رئيسي في مقاطعتي 
كولهابور
 و سانغلي. وهم مجتمع صغير للغاية، حيث تحتوي مستوطناتهم على عدد قليل من 
العائلات
. وهم 
سنيون
 المذهب.
[
1
]
```